# Paccha (localidad)
Paccha es un pueblo peruano ubicado en el distrito de Chulucanas, perteneciente a la provincia de Morropón del departamento de Piura, al norte del Perú.

## Ubicación
Paccha se ubica al noroeste de la provincia de Morropón, en el distrito de Chulucanas, en el departamento de Piura.

## Demografía
En el 2017 tenía una población de 4723 habitantes según el INEI.
| Gráfica de evolución demográfica de Paccha entre 1993 y 2017 |
|                                                              |
| Fuentes: Población 1993 y 2017                               |